# ケー・シー・ディパック
ケー・シー・ディパックは、 ネパール出身の難民。

## 略歴

### 2007年
ネパールの毛派が国際連合監督下で武装解除を開始、親王族派の有力一族であるケー・シー・ディパックが、ネパール共産党毛沢東主義派からの迫害を受け日本へと亡命。ディパックは、他にも難民認定の必要な亡命者が居るとしている。